# 합천박물관
합천박물관은 경상남도 합천군 소재의 박물관이다.

## 연혁
- 1998년 합천박물관 건립계획 수립
- 2004년 10월 합천박물관 준공
- 2004년 12월 9일 합천박물관 개관
- 2012년 3월 합천박물관 역사관 개관